# Håkan Juholt
Håkan Juholt (Oskarshamn, 16 settembre 1962) è un giornalista, politico e diplomatico svedese.
Tra il 25 marzo 2011 e il 21 gennaio 2012 è stato presidente del Partito Socialdemocratico dei Lavoratori di Svezia. Tra il 1994 e il 2014 è stato membro del parlamento per il collegio elettorale della contea di Kalmar. Tra settembre 2017 e agosto 2020 è stato ambasciatore in Islanda. Si è poi insediato, nel settembre 2020, come ambasciatore in Sudafrica.

## Biografia
Juholt è il figlio del tipografo e consigliere comunale Willy Juholt e dell'artista Suzanne.
Dopo gli studi superiori, durante i quali fu presidente del consiglio studentesco, Juholt è stato fotografo e reporter per il quotidiano Östra tra il 1980 e il 1994.

### Carriera politica iniziale
Dal 1984 al 1990 è stato membro del consiglio dell'Unione giovanile socialdemocratica svedese. È stato membro del Comitato per la difesa dal 1995 e suo presidente tra il 2000 e il 2007. Juholt è stato il delegato del Riksdag all'Assemblea parlamentare dell'OSCE nel 1996 e dal 1995 è stato uno dei delegati del Riksdag all'Assemblea parlamentare della NATO. Dopo le elezioni parlamentari del 2010 è diventato presidente della commissione difesa, di cui è membro dal 1994.
Nel 2004 è stato nominato vice segretario del partito sotto Marita Ulvskog. È stato anche presidente dei socialdemocratici nella contea di Kalmar dal 2005 al 2011, nonché membro del consiglio di amministrazione del porto di Oskarshamn, del fondo per la pace di John Lindgren, del fondo commemorativo di Tage Erlanders e del quotidiano Östra e membro del Consiglio di amministrazione dello Småland.
Nel suo discorso estivo del 2011, Juholt ha raccontato i suoi 13 anni nel Comitato per la Difesa, una collaborazione che ha definito "la democrazia e la politica svedese al suo meglio". Ha evidenziato in particolare il membro del partito di centrodestra Anders Svärd, del quale ha detto di aver imparato di più sulla politica e la democrazia di chiunque altro.

### Presidente del partito
Håkan Juholt è stato eletto leader del partito al congresso extra del partito il 25 marzo 2011. Nel suo discorso inaugurale, ha sottolineato la piena occupazione, una maggiore cura per gli anziani e una chiara lotta contro la crescente segregazione e la povertà infantile. Ha anche affrontato la necessità di migliorare la riforma della scuola gratuita e rafforzare il sistema pensionistico e ha descritto la vulnerabilità delle donne a livello globale.  È stato giudicato da alcuni commentatori politici di sinistra all'interno del Partito socialdemocratico.
Nell'ottobre 2011 Juholt ha ricevuto critiche negative per come ha gestito la domanda di risarcimento dal Riksdag per la casa che aveva a Stoccolma per un pernottamento (il cosiddetto affare Juholt). Questo è stato seguito da un periodo di forte calo dei dati di opinione per i socialdemocratici e di critiche interne alla direzione del partito di Juholt. There was heated debate in the media over both Juholt's and Aftonbladet's conduct.
Il 21 gennaio 2012 ha lasciato la carica di presidente del partito con effetto immediato. In una conferenza stampa a Oskarshamn, ha detto: "Non voglio ostacolare il nuovo inizio di cui si ha bisogno". Tuttavia, Juholt è rimasto al Riksdag fino al settembre 2014.
Håkan Juholt è, insieme a Claes Tholin e Mona Sahlin, uno dei pochi leader del partito socialdemocratico che si è dimesso dalla carica di leader del partito senza essere stato il primo ministro svedese. È anche quello che ha ricoperto tale carica per il tempo più breve, appena dieci mesi.

### Ambasciatore
Håkan Juholt è stato ambasciatore a Reykjavik, in Islanda, dal settembre 2017 all'agosto 2020. Nel settembre 2020 è diventato ambasciatore a Pretoria, in Sudafrica. Essendo stato ambasciatore in Islanda, Juholt ha ricevuto la Gran Croce dell'Ordine dei Falchi islandesi.

### Vita privata
Håkan Juholt è sposato con Åsa Lindgren e ha due figli da un precedente matrimonio con Annelie Juholt. Suo nonno era l'artista Arvid Källström (1893-1967).